# 獅子島乗合バス

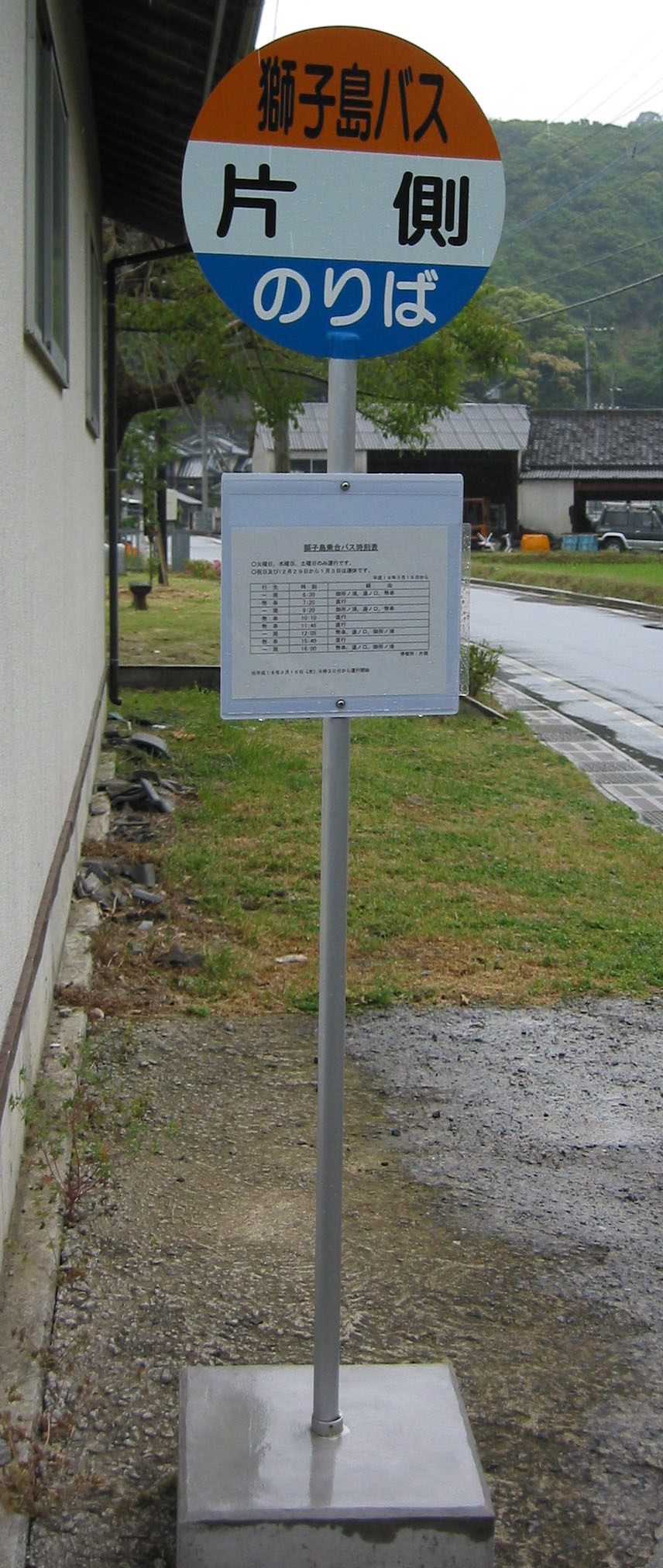
獅子島乗合バス - 片側バス停留所

獅子島乗合バス（ししじまのりあいバス）は、鹿児島県長島町獅子島内にて運行しているコミュニティバスである。
なお、獅子島乗合バスと直接関係しないが、獅子島乗合バスと同様に旧東町が運行していた「東町乗合バス」についても、当記事にて述べる。

## 概要
島内にある獅子島へき地診療所の送迎バス用の車両を、送迎バスが使用しない日に間合いで使用するかたちで運行している。このため、運転日は火曜・木曜・土曜日のみとなっている（祝日及び年末年始は運休）。運行形態は、道路運送法の規定に基づく自家用自動車（白ナンバー車）による有償運送である。

## 沿革
- 2006年3月16日 - 獅子島乗合バス運行開始。[2]
- 2006年3月20日 - 東町の長島町への合併に伴い、長島町に引き継がれる。

## 路線
以下の通り島内を1周する路線がある。
- 片側 - 平河内 - 湯ノ口 - 幣串 - 片側 - 幣串 - 片側
両方向循環。朝の2本は表記正順、昼の2本は表記逆順。

## 車両

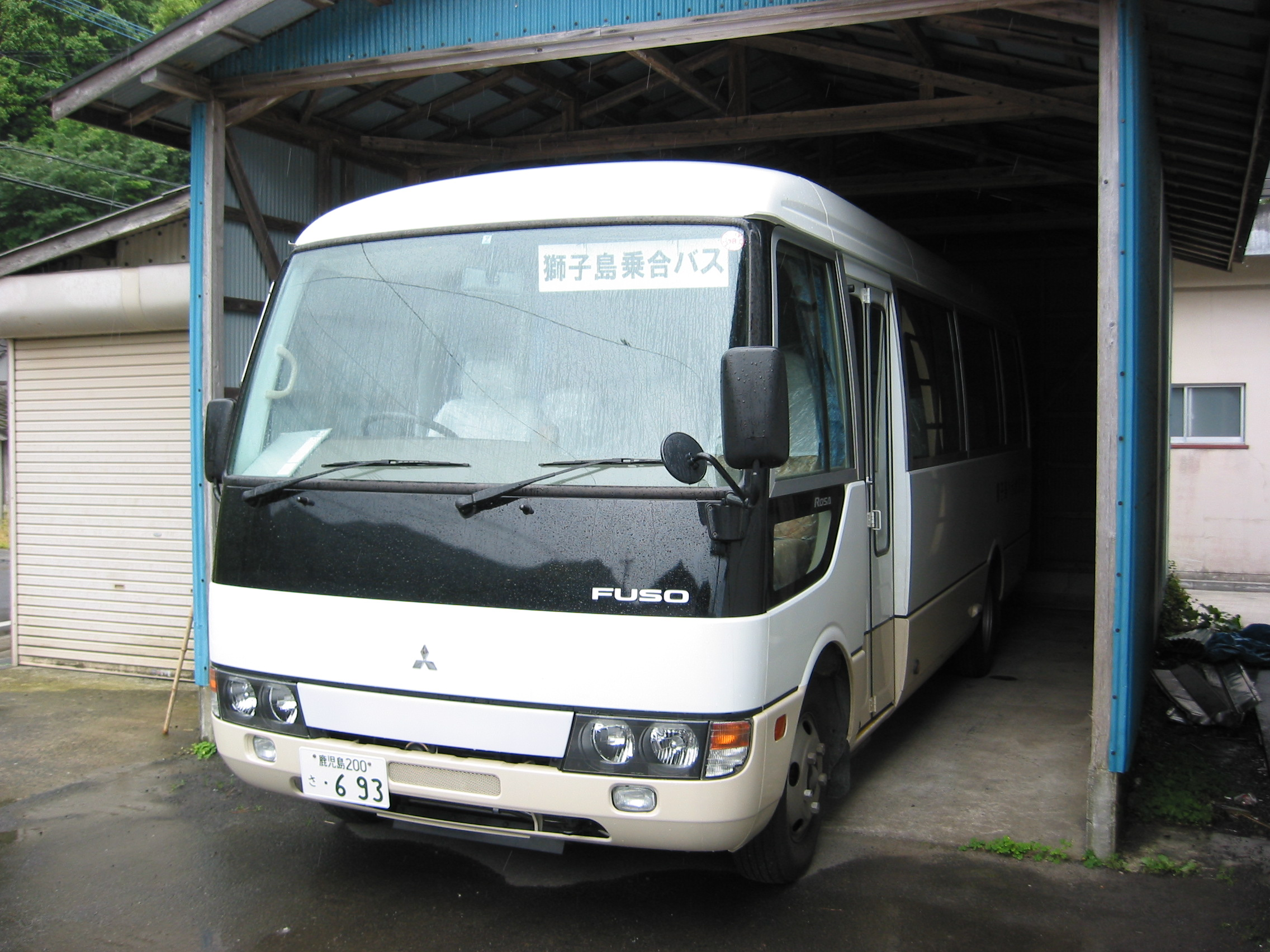
獅子島乗合バスの車両

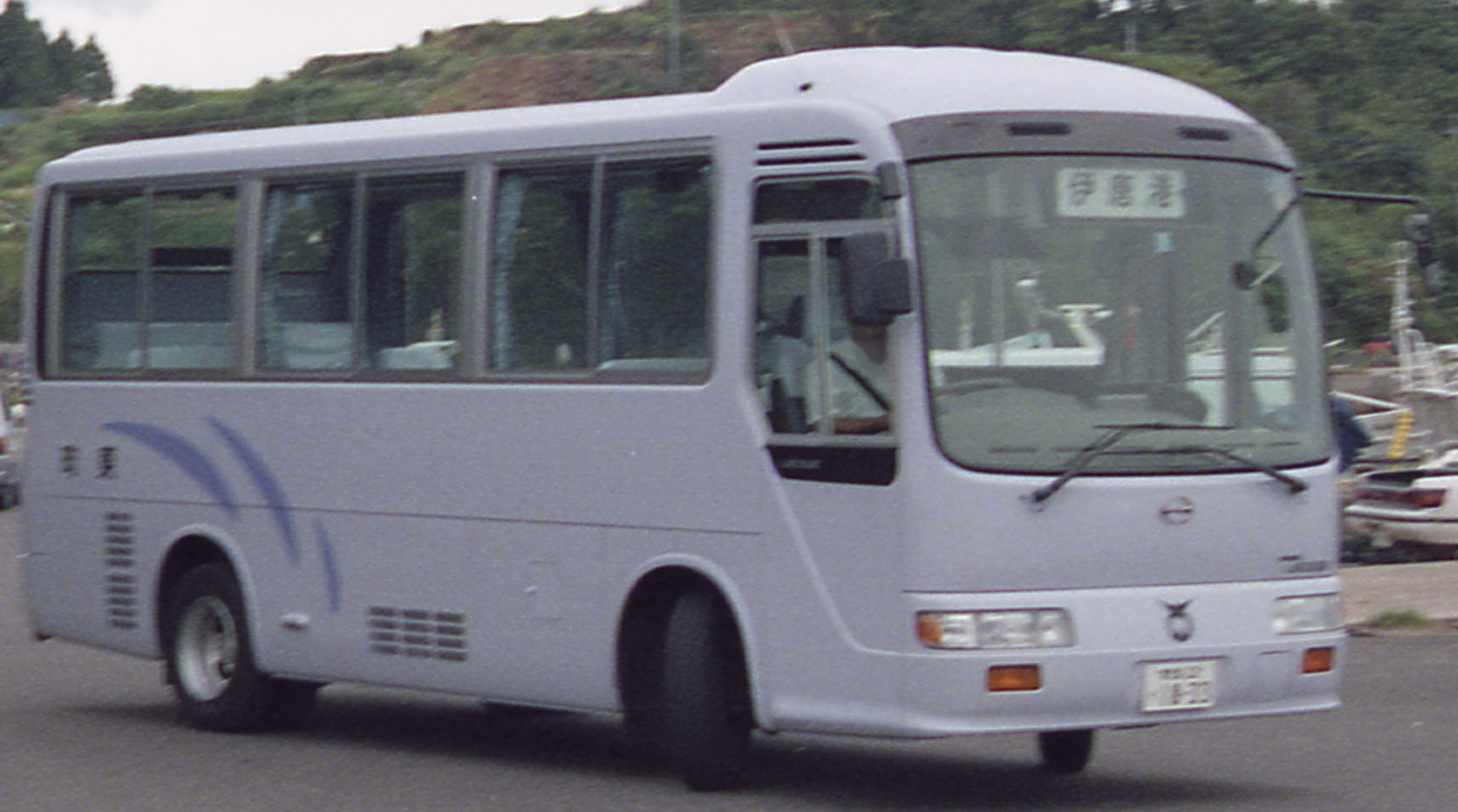
東町乗合バスの車両

- 三菱ふそう・ローザを使用している。

## 東町乗合バス

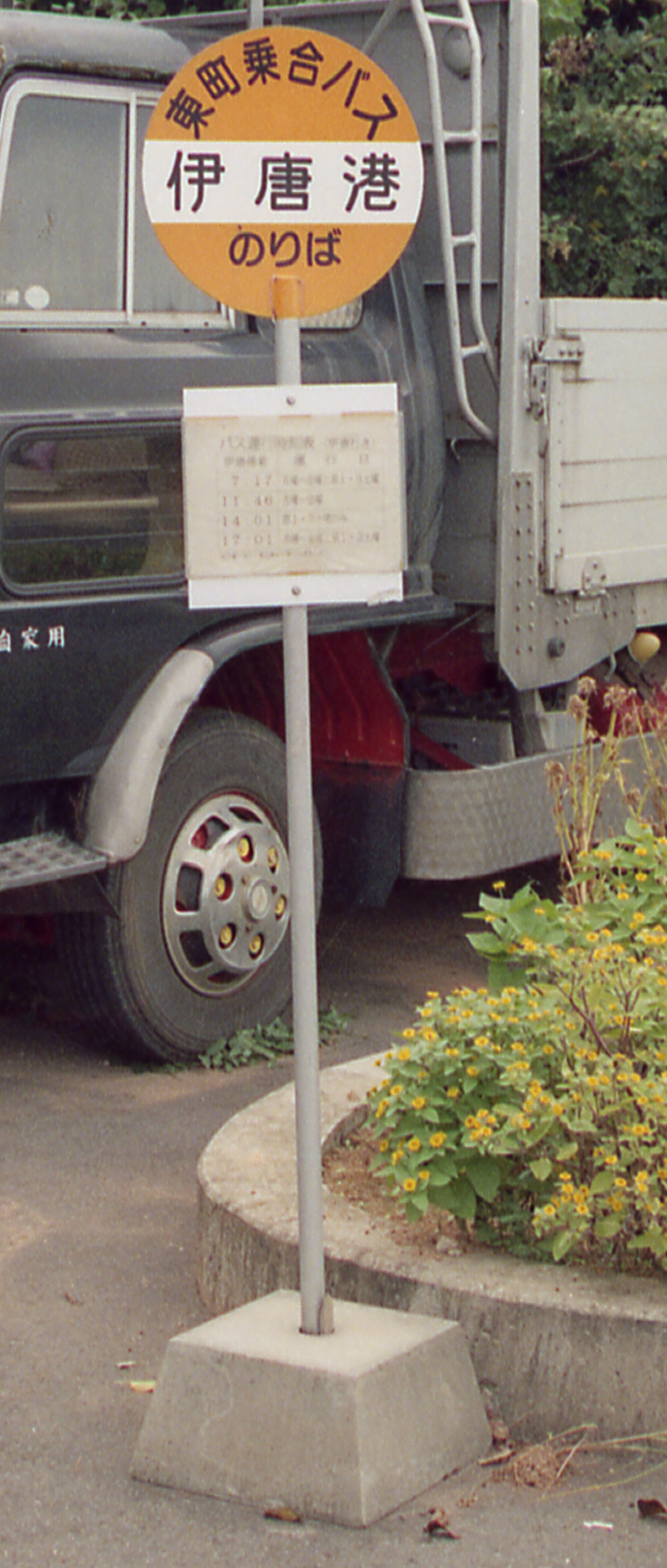
東町乗合バス - 伊唐港バス停留所

### 概要
- 伊唐大橋が開通（1996年8月2日）[2] し、陸上交通のみで行けるようになった伊唐島と東町の中心部を結んでいた路線である。
- 運行形態は、道路運送法の規定に基づく自家用自動車（白ナンバー車）による有償運送であった。

### 沿革
- 1997年1月14日 - 東町乗合バス（伊唐乗合バス）運行開始。[2]
- 2000年12月 - 東町にて巡回バス「あずまマンダリン号」（南国交通に委託）運行開始[3] に伴い統合される。

### 路線
以下1路線のみであった。
- 鷹巣中 - 伊唐港

### 車両
- 日野・リエッセを使用していた。